# Modèle de la toile d'araignée
Le modèle de la toile d’araignée (en anglais, cobweb model) est un modèle qui explique les fluctuations des prix par des déséquilibres entre l'offre et la demande sur le marché des biens et services. 

## Concept
Le modèle de la toile d'araignée est un modèle économique qui permet de comprendre l'évolution, notamment à court terme, des prix. Si le prix des biens est fixé par la rencontre entre l'offre et la demande de ces biens, alors les phases d'ajustement (lorsqu'il y a trop de demande ou au contraire pas assez) produisent des effets sur les prix.
Ce modèle a notamment été utilisé au sujet du secteur agricole. Les cultivateurs peuvent semer du blé ou du maïs. Leur choix va dépendre du prix qu’ils espèrent au moment de la récolte. Supposons que les cultivateurs prennent le prix d’aujourd’hui comme estimation du prix anticipé (anticipations statiques : {\displaystyle p_{t+1}^{a}=p_{t}}). Si le prix du blé est élevé et celui du maïs bas, ils vont semer beaucoup de blé. Au moment de la récolte l’offre sera forte et le prix du blé sera bas (on suppose que les cultivateurs sont obligés de vendre toute leur récolte) et celui du maïs élevé. Pour la prochaine saison les cultivateurs vont alors semer peu de blé et à la prochaine récolte le prix sera élevé. On aura alors un cycle des prix avec des valeurs élevées qui alternent avec des valeurs basses.
Un autre exemple est celui du cycle du porc. Si le prix du porc est élevé on élève beaucoup de porcs et alors après quelques mois, au moment de la vente, le prix sera bas (on est obligé de les vendre et alors l’offre est forte). On va alors élever moins de porcs et ainsi de suite.

## Modèle
Soit la fonction d’offre à la période t:
{\displaystyle q_{t}^{s}=c+fp_{t}^{a}}
où q est la quantité, {\displaystyle p_{t}^{a}} le prix de vente anticipé et c, f des paramètres positifs.

Équilibre stable: les prix à court terme convergent vers la valeur d’équilibre

Équilibre instable: les prix à court terme s’éloignent de la valeur d’équilibre

Supposons que l’éleveur prend le prix d’aujourd’hui comme estimation du prix anticipé (anticipations statiques: {\displaystyle p_{t}^{a}=p_{t-1}}). La fonction d’offre devient:
{\displaystyle q_{t}^{s}=c+fp_{t-1}}
Si la demande est la fonction linéaire suivante:
{\displaystyle q_{t}^{d}=a+bp_{t}}
avec a > 0 et b < 0, on obtient le prix d’équilibre en égalisant ces deux fonctions. On obtient:
{\displaystyle p_{t}={\frac {c-a}{b}}+{\frac {f}{b}}p_{t-1}}
La solution de cette équation aux différences finies est:
{\displaystyle p_{t}=\left[p_{o}-{\frac {c-a}{b-f}}\right]\left({\frac {f}{b}}\right)^{t}+{\frac {a-c}{f-b}}}
Comme {\displaystyle f/b} est une valeur négative, on obtient des oscillations des prix autour du prix d’équilibre de longue période {\displaystyle p^{*}=[(a-c)/(f-b)]} car est négatif ou positif selon que l’exposant soit un nombre pair ou impair.
Dans le graphique avec équilibre stable, si la quantité produite est {\displaystyle q_{1}} le prix payé est {\displaystyle p_{1}}. Ce prix élevé conduit à une forte production à la période suivante {\displaystyle q_{2}} (voir la courbe d’offre S) mais alors le prix payé sera bas (pour que la demande, D, puisse absorber cette quantité) et ainsi de suite. On obtient un graphique qui ressemble à une toile d’araignée.
Si f est supérieur à la valeur absolue de b, l’équilibre est instable et les oscillations des prix deviennent de plus en plus fortes. En d’autres termes, si l’élasticité de l’offre est supérieure à l’élasticité de la demande, il n’y aurait pas de limites dans la fluctuation des prix. Samuelson imagine qu’à partir d’un certain niveau de fluctuations les pentes des courbes d’offre et de demande changent et l’élasticité de l’offre devient inférieure à celle de la demande. Les prix oscilleraient ainsi entre deux limites.

## Critiques
Les anticipations statiques ne sont pas très réalistes. Le cultivateur devrait se rendre compte qu’il prévoit un prix élevé et il obtient un prix bas ou vice versa. Bien sûr, dans la réalité le problème n’est pas si simple car d’autres facteurs peuvent intervenir et contrecarrer cette tendance. Par exemple, la maladie de la vache folle a fait augmenter le prix de la viande de porc.
Pour que l’équilibre soit stable, l’élasticité de la demande doit être plus forte que celle de l’offre. Or, on constate en général le cas contraire. Par ailleurs, la longueur des cycles prévue par le modèle (deux fois la longueur de la période de production) est inférieure à la valeur observée.
On pourrait supposer que le prix anticipé soit le prix actuel avec un écart prévu :
{\displaystyle p_{t+1}^{a}=p_{t}+\delta }
où {\displaystyle \delta } est positif si le prix actuel est considéré comme étant bas et négatif dans l’autre cas.
Si les anticipations sont adaptatives, la fonction d’offre devient :
{\displaystyle q_{t}^{s}=c+f\left[\beta p_{t-1}+(1-\beta )p_{t-1}^{a}\right]}
En égalisant l’offre et la demande, on obtient:
{\displaystyle p_{t}=\left[({\frac {f}{b}}-1)\beta +1\right]p_{t-1}+{\frac {(c-a)\beta }{b}}}
dont la solution est:
{\displaystyle p_{t}=(p^{*}-p_{o})\left[({\frac {f}{b}}-1)\beta +1\right]^{t}+p^{*}}
Lorsque {\displaystyle \beta } est petit, l’équilibre est presque toujours stable.
Si les anticipations sont rationnelles, les erreurs de prévision ne sont plus biaisées et elles ne sont pas corrélées. Toutefois, le cycle disparaît. Il faut alors introduire des variables aléatoires (conditions climatiques, modifications de la demande, etc.) pour obtenir des cycles dans les prix.

## Critiques et débats
Le modèle repose sur des anticipations. Plusieurs auteurs ont proposé des types d'anticipations différentes pour les acteurs qui agissent au sein du modèle. Originellement, l'anticipation des acteurs est une anticipation simple, où le prix anticipé par les producteurs pour la période t est le prix observé à la période qui précède. Nerlove, dans un article de 1958, propose d'intégrer des anticipations adaptatives, plus réalistes. Le modèle montre alors « une dynamique plus stable, voire, si l'ajustement des anticipations est suffisamment lent, à une convergence monotone vers le prix d'équilibre ».